# Sven Pettersson (backhoppare)
För andra betydelser, se Sven Pettersson.
Sven Erik Artur Pettersson, född 24 juli 1927 i Härnösand i Västernorrlands län, död 19 april 2017 i Sundsvall, var en svensk backhoppare. Han representerade Kubikenborgs IF, Sundsvall.

## Karriär
Sven Pettersson vann backhoppstävlingen i Svenska skidspelen i Stockholm-Nässjö 1955, där han bland annat slog silvermedaljören från olympiska spelen 1952, Torbjørn Falkanger. Pettersson startade i backhoppningstävlingen i olympiska spelen 1956 i Cortina d'Ampezzo i Italien. Antti Hyvärinen från Finland vann tävlingen före landsmannen Aulis Kallakorpi och tyskarna Harry Glass och Max Bolkart (deltagare från Västtyskland och Östtyskland tävlade tillsammans, som ett "gemensamt tyskt lag", i olympiska vinterspelen 1956, 1960 och 1964). Sven Pettersson blev nummer fem i en mycket tät och spännande tävling. Pettersson var endast 7,0 poäng efter guldvinnaren Antti Hyvärinen och 4,5 poäng från prispallen.

### Fotnoter
1. 1 2 3 4 5 6  ”Sveriges Olympiska Kommittés databas: Idrottar-ID Sveriges Olympiska Kommitté”. https://sok.se/idrottare/idrottare/s/svenpettersson.4.6e50471314e9b9c0e8912ec3.html.
2. ↑  ”FIS-backhoppar-ID”. https://www.fis-ski.com/DB/general/athlete-biography.html?sectorcode=JP&competitorid=47462. Läst 26 april 2022.
3. ↑  ”olympics.com”. https://olympics.com/en/olympic-games/cortina-d-ampezzo-1956/results/ski-jumping/normal-hill-individual-men.
4. ↑  Sven Pettersson på Sveriges Olympiska Kommittés webbplats
5. ↑  ”Pristagare i Svenska Skidspelen” (PDF). skidspelen.se. Arkiverad från originalet den 18 augusti 2010. https://web.archive.org/web/20100818180939/http://www.skidspelen.se/files/Pristagare-i-Skidspelen-och-VM-Falun-1947-2010---0-acfe1ffe-7976-44e0-becf-f183b3495a7e.pdf. Läst 17 april 2024.